# Empidonomus
Empidonomus là một chi chim trong họ Tyrannidae.